# محسن حسن‌زاده
محسن حسن‌زاده (متولد ۶ مهر ۱۳۵۳) بازیکن سابق و مربی فوتسال اهل ایران است.
او سابقه بازی در تیم‌هایی همچون شن‌سا ساوه، علم و ادب، ارم کیش و صبای قم را در کارنامه دارد.

## افتخارات

### مربی
- قهرمان جام حذفی فوتسال ایران ۱۳۹۲-۱۳۹۳ (ماهان تندیس قم)